# HD 162570
HD 162570，又名BD+22 3227，SAO 85468、HR 6655，是一颗恒星，视星等为5.98，位于銀經47.23，銀緯22.86，其B1900.0坐标为赤經17h 46m 35.7s，赤緯+22° 22.86′ 39″。